# Zlatko Kaučič
Zlatko Kaučič (Postumia, 21 febbraio 1953) è un musicista sloveno.
Batterista, percussionista e compositore, ha iniziato la sua carriera musicale professionista nel 1978 suonando nel club spagnolo “Tres Tristes Tigres” di Valencia.
Da allora ha pubblicato oltre 60 lavori discografici. Molti di questi hanno ottenuto riconoscimenti sia in patria sia all’estero, come i progetti solisti “Round Trip” e “Pav” (fra i 100 migliori album del 2007), le produzioni “Emotional Playgrounds” con Kenny Wheeler e Gianluigi Trovesi, “Zlati čoln” - musica sui versi del poeta sloveno Srečko Kosovel - con Steve Lacy, Paul McCandless, “Zlati čoln 2” con l’Orchestra Filarmonica di Maribor e Paul McCandless. Ha inoltre pubblicato l’album “Tolmiski punt” con Peter Brötzmann, il cofanetto “30th Anniversary Concerts” e il progetto solista “Emigrants”. All’interno della sua vasta produzione, altri lavori di rilievo sono  “Round About One o’Clock” con Evan Parker, “Biči” con l’Orchestra Kombo A, “Zvočna polja za T. S.”, “East West Daydreams” con Alexander Balanescu e Javier Girotto, l’album “Zvočni sejalec” con la Cerkno Jubileum Orchestra, “Schengen”con l’Orchestra Senza Confini/Orkester Brez Meja, “Disorder at the Border plays Ornette” in trio con Daniele D’Agaro e Giovanni Maier.
Zlatko Kaučič si è esibito in molti festival tra cui Town Hall a New York, Coca Cola a Atlanta, North See Jazz Festival di Den Haag, Krakow Jazz Fest, Ab Libitum a Varsavia, Barcelona Jazz Festival, Hong Kong Jazz Festival, Cairo Jazz Festival, Ljubljana Jazz Festival. 
Ha suonato e registrato con musicisti e innovatori musicali quali John Lewison, Keeny Wheeler, Paul Bley, Steve Lacy, Albert Mangelsdorff, Chico Freeman, Louis Sclavis, Peter Brötzmann, AB Baars, Alexander Balanescu, Marc Ribot, Evan Parker, Phil Minton, Trevor Watts, Saadet Türköz, Augustí Fernández, Joëlle Léandre, Evan Parker, Alexander Balanescu, Javier Girotto, Barry Guy, Maya Homburger.
Ha inoltre composto e registrato musica per diversi films e collaborato ai documentari “Jazz en Liberdade” (premiato nel 2008 da RTV-España) e “Camera obscura”, vincitore nel 2017 del premio della giuria per la miglior creazione musicale al festival di Niš in Serbia.
Dal 2002 svolge attività didattica a Nova Gorica (Slovenia), dove insegna percussioni, batteria e musica d’insieme. In questo contesto, ha creato e dirige il gruppo musicale Kombo. 
Nel 2011 ha ideato il Brda Contemporary Music Festival, festival di musica contemporanea di cui è il direttore artistico.
Nel 2012 ha fondato l’Orchestra Senza Confini/Orkester Brez Meja, realtà che unisce musicisti italiani, sloveni e croati, di cui è codirettore insieme al musicista Giovanni Maier.
Durante la sua carriera, è stato insignito della chiave di bronzo della Città di Hong Kong nel 1979, della chiave d’argento della Città di Vigo (Spagna) nel 1993, del riconoscimento del Comune di Brda (Slovenia) nel 2008, del Premio Prešeren nel 2011 e, nel 2017, del Premio Bevkov del Comune di Nova Gorica (Slovenia).
Nel 2018, Zlatko Kaučič ha celebrato il 40º anniversario di carriera artistica di musicista creativo, jazz e di improvvisazione e di mentore per giovani e talentuosi musicisti. Nell'occasione, l'etichetta discografica polacca Nottwo Records ha pubblicato un cofanetto di 5 cd di musica creativa con registrazioni in studio, live, soliste e in formazione. Selezionato fra centinaia di artisti con un progetto di musica di improvvisazione ispirata alla/dalla “Primavera” del Botticelli, ha preso parte alla rassegna estiva Uffizi Live 2018 esibendosi all’interno della galleria fiorentina nella sala dedicata all’opera del pittore.
Zlatko Kaučič è definito da critici e giornalisti musicali internazionali "un batterista estremamente musicale, i cui decenni di attività ampiamente racchiudono il meglio di un artista di jazz moderno e di un improvvisatore d’avanguardia” (Glenn Astarita) e "un artista delle grandi immagini.” (Bill Shoemaker)